# Herbert Diess
Herbert Diess (Monaco di Baviera, 24 ottobre 1958) è un dirigente d'azienda tedesco.
Era amministratore delegato di Volkswagen Group e del marchio Volkswagen.
Nel 2018 è stato nominato uno dei "Migliori CEO del mondo" dalla rivista CEOWORLD.

## Biografia

### Gioventù e studi
Herbert Diess ha studiato ingegneria meccanica a Monaco dal 1977 al 1983.

### Carriera
Ha lavorato presso Bosch, il principale fornitore mondiale di componenti automobilistici, prima di unirsi a BMW nel 1996. In BMW, durante i suoi 19 anni di carriera, Herbert Diess ha diretto due fabbriche, la divisione motociclistica, lavorato nella produzione, negli acquisti e nello sviluppo, prima di entrare nel consiglio di amministrazione nel 2007.